# Línea 205e (Santiago de Chile)
La Línea 205e de Red (anteriormente llamado Transantiago) unía Santiago Centro con el sector sur de Puente Alto, recorriendo toda la Avenida Santa Rosa. Fue la variante expresa del 205 regular.
El 205e era uno de los recorridos principales del sector centro de Santiago, así como también de acceso a la Avenida Santa Rosa y también hacia la comuna de Puente Alto, acercándolos en su paso, también a la Avenida Gabriela y a través de la Doctor Eduardo Cordero.
Formaba parte de la Unidad 2 del Transantiago, operada por Subus Chile, correspondiéndole el color azul a sus buses.
Sin embargo el 30 de junio de 2020 el recorrido 205e fue eliminado y reemplazado por el recorrido 205c.

## Flota
El 205e operaba con buses de chasis Volvo, entre los cuales se cuenta el articulado B9-SALF, de 18,5 metros de largo y con capacidad de 160 personas aproximadamente. También figuraban en su flota el bus rígido de chasis Volvo B7R-LE, de 12 metros con capacidad cercana a las 90 personas. Todos estos buses eran carrozados por Caio Induscar y Marcopolo, con los modelos Mondego L (rígido), Mondego LA (articulado) y Gran Viale (rígido).

## Historia
La 205e inició sus operaciones junto con el plan Transantiago el 10 de febrero de 2007. En ese instante, operaba con buses "enchulados", la mayoría heredados de empresas de micros amarillas cuyos terminales estaban cercanos a Santiago Centro.

## Trazado

### 205e Santiago - Puente Alto
| - Comuna de Santiago - Av. Libertador Bernardo O'Higgins - Carmen - Curicó - Tarapaca - San Francisco - Av. Santa Rosa - Comuna de San Miguel y San Ramón - Av. Santa Rosa - Comuna de La Pintana - Av. Santa Rosa - Av. Gabriela - Comuna de Puente Alto - Av. Gabriela - Av. Concha y Toro - Arturo Prat - Tocornal Grez - Sargento Menadier - Av. Concha y Toro | - Comuna de Puente Alto - Balmaceda - Doctor Eduardo Cordero - Av. Concha y Toro - Av. Gabriela - Comuna de La Pintana - Av. Gabriela - Av. Santa Rosa - Comuna de La Granja y San Joaquín - Av. Santa Rosa - Comuna de Santiago - Santa Rosa - Av. Libertador Bernardo O'Higgins |

## Puntos de Interés
- Metro Santa Lucia
- Metro Matta
- Metro Bío Bío
- Servicio de Salud Metropolitano Sur
- Municipalidad de San Joaquín
- Santa Isabel Santa Rosa
- Unimarc Santa Rosa
- Metro Santa Rosa
- Municipalidad de La Granja
- Municipalidad de La Pintana
- Municipalidad de Puente Alto
- Metro Protectora de la Infancia
- Metro Las Mercedes
- Metro Plaza de Puente Alto

- Datos: Q17620691